# Cañón de patatas

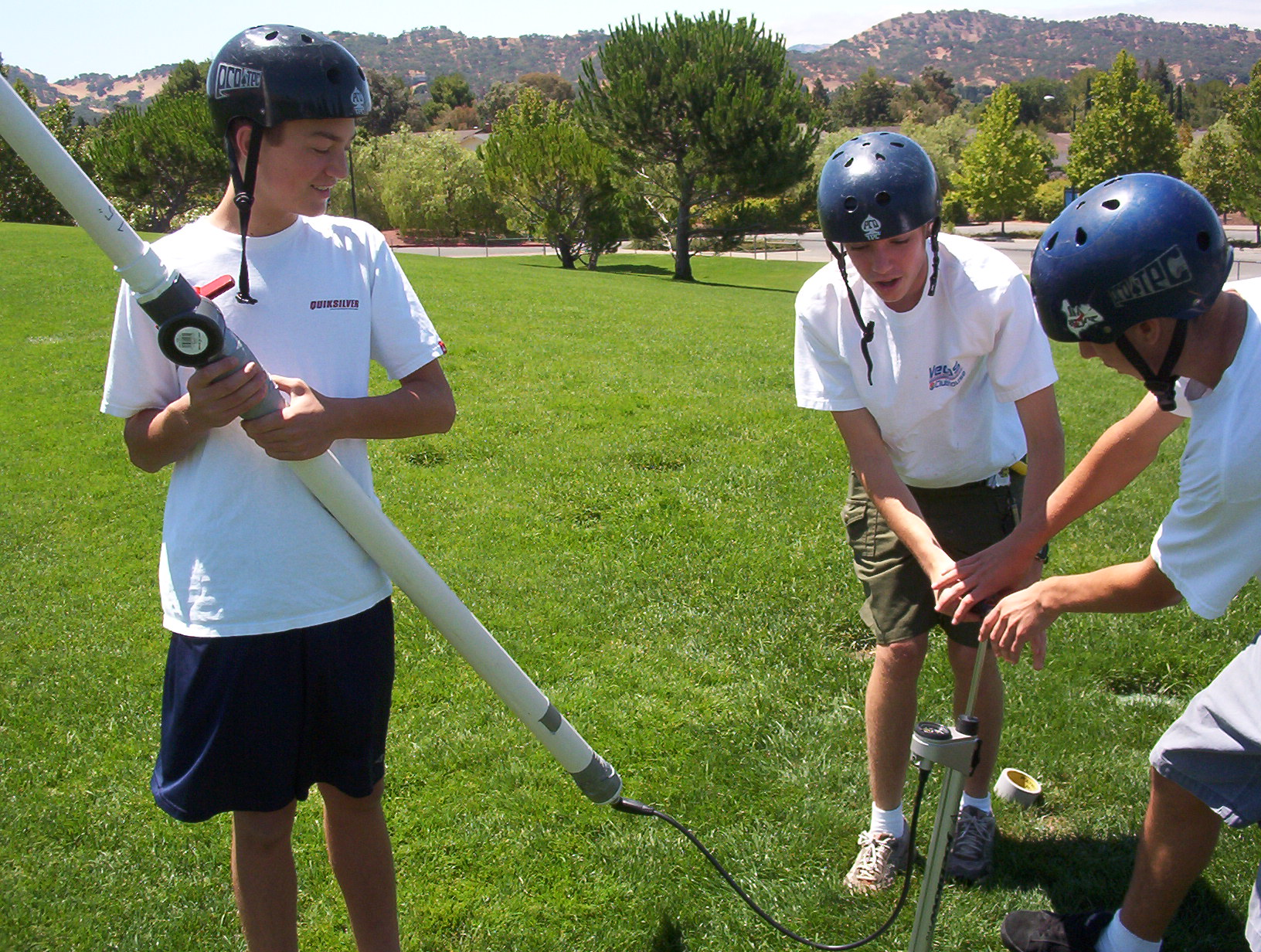
Un cañón de patata neumático

Un cañón de patatas es un cañón de tubo que usa la presión del aire (neumática) o la combustión de un gas inflamable como un aerosol o propano, entre otros, para disparar proyectiles a altas velocidades. Están diseñados para disparar trozos de patata, como hobby, o para disparar otros proyectiles para uso práctico. Los proyectiles o cañones defectuosos pueden ser peligrosos y causar heridas letales, incluyendo fracturas craneales, enucleación, y ceguera, si una persona es lesionada.
El cañón de patata puede trazar su origen al Proyector Holman de la Segunda Guerra Mundial, un arma antiaérea a bordo de barcos.
Actualmente se usa sobre todo para juegos de rol en vivo, experimentos científicos y escolares, bricolaje de armas y actividades similares.